# Палкино (Калининский район)
Па́лкино — пригородная деревня в Калининском районе Тверской области. Относится к Никулинскому сельскому поселению.
Расположена южнее Твери, сразу за городской чертой, примыкая северной своей стороной к микрорайону Мамулино-3.
В 2002 году — 79 жителей.
С начала 2010-х активно застраивается частными домами. Улицы деревни: Весенняя, Видная, Счастливая, Цветочная, Радужная, Центральная, Лучистая.